# Konarzewo-Marcisze
Konarzewo-Marcisze – wieś w Polsce, położona w województwie mazowieckim, w powiecie ciechanowskim, w gminie Gołymin-Ośrodek, nad rzeką Soną.
| SIMC    | Nazwa             | Rodzaj    |
| ------- | ----------------- | --------- |
| 0115080 | Konarzewo Wielkie | część wsi |
| 0115074 | Konarzewo-Reczki  | część wsi |

W latach 1975–1998 wieś administracyjnie należała do województwa ciechanowskiego.